# Yuan Hua
Yuan Hua (chinesisch 袁华; * 16. April 1974 in Liaoyang) ist eine ehemalige chinesische Judoka, die 2000 Olympiasiegerin in der Gewichtsklasse über 78 Kilogramm war.

## Karriere
Yuan Hua gewann 1992 bei den Junioren-Weltmeisterschaften. Ihren internationalen Durchbruch in der Erwachsenenklasse hatte sie im November 1996, als sie bei den Asienmeisterschaften zwei Titel gewann, den im Schwergewicht und den in der offenen Klasse. Bei den Weltmeisterschaften 1997 in Paris trat Yuan Hua in der offenen Klasse an, im Schwergewicht kämpfte Sun Fuming. Nachdem Yuan Hua im Halbfinale gegen die Kubanerin Daima Beltrán verloren hatte, gewann sie den Kampf um eine Bronzemedaille gegen die Französin Céline Lebrun. Im August 1998 gewann sie sowohl im Schwergewicht als auch in der offenen Klasse bei den Militärweltmeisterschaften. Vier Monate später siegte sie bei den Asienspielen im Schwergewicht. Bei der Universiade 1999 trat Yuan Hua wieder in beiden Gewichtsklassen an, sie siegte im Schwergewicht und erkämpfte eine Bronzemedaille in der offenen Klasse. Bei den Weltmeisterschaften 1999 in Birmingham erreichte sie mit einem Sieg über die Französin Christine Cicot das Finale und erhielt nach ihrer Niederlage gegen die Polin Beata Maksymow die Silbermedaille. 
Bei den Chinesischen Meisterschaften im April 2000 standen sich Yuan Hua und Sun Fuming zweimal im Finale gegenüber. Im Schwergewicht siegte Yuan, in der offenen Klasse gewann Sun. Da bei den Olympischen Spielen kein Wettbewerb in der offenen Klasse ausgetragen wurde, konnte jeweils nur eine der beiden nahezu gleich alten Kontrahentinnen bei den Olympischen Spielen antreten. 1996 und 2004 war das Sun Fuming, für die Olympischen Spiele 2000 in Sydney nominierte der chinesische Verband Yuan Hua. Sie gewann ihre ersten drei Kämpfe in Sydney vorzeitig. Im Finale gegen Daima Beltrán musste sie über die volle Zeit gehen und gewann per Schiedsrichterentscheid. Im Mai 2001 gewann Yuan Hua die Schwergewichtskategorie bei den Ostasienspielen. Zwei Monate später bei den Weltmeisterschaften in München siegte sie im Schwergewichtsfinale über Shidori Mintani aus Japan. Nur einen Monat später gewann sie auch die Schwergewichtsklasse bei der Universiade in Peking. Nach der erfolgreichen Saison 2001 beendete sie ihre internationale Karriere. 2007 versuchte sie noch einmal ein Comeback und gewann bei den Asienmeisterschaften zwei Medaillen: Bronze im Schwergewicht und Gold in der offenen Klasse. Die Qualifikation für die Olympischen Spiele 2008 in Peking gelang ihr nicht.